# Willem Hoolwerf
Willem Hoolwerf, (Eemdijk, 30 september 1994) is een Nederlandse langebaan- en marathonschaatser. 
Na de HAVO-opleiding aan het Griftland College in Soest volgde Willem een studie Bouwtechnische Bedrijfskunde aan de Hogeschool van Utrecht. Willem, afkomstig uit een schaatsfamilie , is het schaatsen met de paplepel ingegoten  en is de zoon van Albert Hoolwerf, die als marathonschaatser in 2004 de 'Snelle Toer’ op de Weissenzee won.
In zijn juniorentijd werd Willem al twee keer Nederlands kampioen. In december 2013 werd hij als junior bij de Residentiecup tweede tussen de senioren. Bij World Cup wedstrijden en het WK voor junioren stond hij meerdere malen op het podium. In december 2013 behaalde Hoolwerf de 2e plaats tijdens de wereldbekerwedstrijd in het Poolse Zakopane. In 2014 stapte hij als 19-jarige over van Jong Oranje naar het opleidingsteam opleidingsteam Clafis/Tjolk van trainer Jillert Anema. Deze overstap deed hij met zijn neef Evert Hoolwerf. Bij het NK Allround in december 2014 reed de student  drie persoonlijke records. Naast het langebaanschaatsen neemt hij sinds 2014 deel aan het marathonschaatsen. Vanaf het seizoen 2016/2017 maakt hij deel uit van Team Victorie met trainer Desly Hill en in 2019/2010 rijdt voor marathonploeg AB Vakwerk.

## Resultaten
| jaar | NK Afstanden            | NK Allround            | WK Junioren       |
| ---- | ----------------------- | ---------------------- | ----------------- |
| 2014 |                         |                        | · (13e, , 4e, 4e) |
| 2015 | 5e massastart           | NC11 (15e, 8e, 14e, -) |                   |
| 2016 | massastart              | 8e (15e, 7e, 9e, 7e)   |                   |
| 2017 | 17e 1500m 4e massastart | 6e (12e, 8e, 7e, 6e)   |                   |
|      |                         |                        |                   |
| 2019 | 6e massastart           |                        |                   |

| Jaar | Plaats | Kampioenschap                               |
| ---- | ------ | ------------------------------------------- |
| 2010 | 1e     | Nederlandse Kampioenschap Junioren C        |
| 2011 | 1e     | KPN Nederlandse Kampioenschappen Junioren B |
| 2014 | 2e     | WK Junioren                                 |
| 2015 | 11e    | NK Allround                                 |

## Persoonlijke records
- 500m:   37,67	(2014, Heerenveen)
- 1000m: 1.14,66	(2014, Heerenveen)
- 1500m: 1.49,70	(2016, Heerenveen)
- 3000m: 3.54,06	(2014, Bjugn)
- 5000m: 6.24,34	(2021, Heerenveen)
- 10.000m: 13.47,90 (2016, Heerenveen)